# 尹先炳
尹先炳（1915年—1983年2月10日），湖北省汉川县（今湖北省汉川市）田二河镇下凤湾村人。中国人民解放军开国大校。

## 生平
1930年春，尹先炳参加中国工农红军段德昌领导的红六军，1930年3月加入中国共产主义青年团，1934年转为中共党员。任班长、排长、连长、营长，参加了鄂豫皖苏区历次反围剿斗争和红四方面军长征。抗日战争时期，任八路军总部特务团团长，冀西游击区副司令员，八路军129师新编11旅旅长，冀鲁豫军区湖西军分区司令员，参加百团大战。第二次国共内战期间，担任晋冀鲁豫军区第1纵队2旅旅长，第1纵队副司令员，第二野战军16军军长。参加了淮海战役、渡江战役、西南战役。中华人民共和国成立后，参加朝鲜战争，任中国人民志愿军第16军军长，受到留党察看两年，行政上由正军级降为准军级的处分。回国后任中国人民解放军政治学院院务部副部长。1955年3月到沈阳军区57文化速成中学学习。1955年，被授予大校军衔，荣获二级八一勋章、一级独立自由勋章、一级解放勋章。1956年4月17日，“中国共产党中国人民解放军监察委员会”作出了《关于开除蜕化分子尹先炳党籍的的决定》，1956年5月26日中共中央批准该决定，并在全军党员干部中公布这一决定。